# Ladislav Maier
Ladislav Maier (* 4. Januar 1966 in Boskovice) ist ein ehemaliger tschechischer Fußballtorhüter und aktueller Sportdirektor.

## Karriere
In seiner Zeit in der tschechischen Liga spielte Maier als Torwart stets solide, aber unscheinbar. 1998 wechselte er im Alter von 32 Jahren von Slovan Liberec zu Rapid Wien in die österreichische Fußball-Bundesliga. Zuerst von vielen Fans skeptisch betrachtet, konnte Maier sofort sein Können zeigen und hielt in seinem ersten Spiel zwei Strafstöße. Er wurde schnell zum absoluten Liebling der Fans und zum Idol vieler junger österreichischer Torhüter. In seiner siebenjährigen Karriere bei Rapid war er in insgesamt 151 Meisterschaftsspielen, 13 Cupspielen und 21 Europacuppartien im Einsatz. 
Vier Jahre lang, von 1998 bis 2002, war Ladislav Maier die unumstrittene Nummer 1 im Tor der Hütteldorfer. Ab 2002 musste er aber zunehmend dem jungen Torhüter Helge Payer weichen, der vom Trainerstab langsam forciert und zum Stammtorhüter aufgebaut wurde. Maier blieb in dieser Zeit allerdings in bekannter Manier souverän und unterstützte seinen Torhüterkollegen so gut er nur konnte. Kein einziges Mal beschwerte er sich über seine Degradierung, sondern handelte nur zum Wohl der Mannschaft und stellte einen enorm wichtigen Rückhalt für Payer dar. Durch den Wechsel von Jürgen Macho von Chelsea zu Rapid war Maier eine halbe Saison lang sogar nur mehr dritter Torhüter. Den Höhepunkt seiner Karriere feierte Maier mit dem Gewinn des österreichischen Meistertitels in der Saison 2004/05, nach der er auch das Ende seiner aktiven Karriere als Fußballspieler bekannt gab.
Für die tschechische Nationalmannschaft bestritt Maier zwischen 1995 und 2001 sieben Spiele.
Nach seiner aktiven Karriere wurde Maier Sportdirektor bei seinem ehemaligen Verein Slovan Liberec. Derzeit Co-Trainer bei polnischen Erstligisten Piast Gliwice.

## Erfolge
- Österreichischer Meister 2005
- Österreichischer Vizemeister 1999 und 2001
- Torwart der Saison laut Kurier 1999/00 und 2000/01